# Nazareno (Durango)
Nazareno es una localidad del estado mexicano de Durango, ubicada en la Comarca Lagunera y en el municipio de Lerdo.

## Localización y demografía
Nazareno es una pequeña localidad asentada en las márgenes del río Aguanaval, justo en el límite que marca este río entre el estado de Durango y el de Coahuila, sus coordenadas geográfica son 25°23′54″N 103°25′15″O / 25.39833, -103.42083 y tiene una altitud de 1,180 metros sobre el nivel del mar, se encuentra a 21 kilómetros al sur de Ciudad Lerdo, la cabecera municipal, y la conurbación que forma esta ciudad con las de Gómez Palacio y Torreón, comunicándose con ellas por una carretera estatal pavimentada, misma carretera que continúa hacia el sur hacia la población coahuilense de Juan Eugenio. También es una estación de ferrocarril de la línea de México a Ciudad Juárez que la enlaza hacia el norte con Torreón y hacia el sur con la mencionada Juan Eugenio y posteriormente con Cañitas de Felipe Pescador.
De acuerdo al Conteo de Población y Vivienda de 2005 realizado por el Instituto Nacional de Estadística y Geografía, la población de Nazareno es de 6,376 habitantes, de los cuales 3,089 son hombres y 3,287 son mujeres; Nazareno forma parte de la Zona metropolitana de La Laguna.